# Expedición 18
La Expedición 18 fue la decimoctava estancia de larga duración en la Estación Espacial Internacional.
Los primeros tripulantes de esta expedición, Michael Fincke y Salizhan Sharipov  llegarán en la misión Soyuz TMA-13 que tiene programado su lanzamiento para octubre de 2008.
Esta expedición será la última de tres miembros, a partir de la Expedición 19 (EEI) la tripulación pasará a estar compuesta de  6 tripulantes

## Tripulación

### Primera parte (octubre de 2008 - noviembre de 2008)
- Michael Fincke (2) Comandante[1] - NASA  Estados Unidos
- Salizhan Sharipov (3) Ingeniero de vuelo 1, Comandante de la soyuz - RSA  Rusia
- Gregory Chamitoff (1) - Ingeniero de vuelo -  NASA  Estados Unidos

### Segunda parte (noviembre de 2008 - febrero de 2009)
- Michael Fincke (2) Comandante[2] - NASA
- Salizhan Sharipov (3) Ingeniero de vuelo 1, Comandante de la Soyuz - RSA  Rusia
- Sandra Magnus* (2) - Ingeniero de vuelo 2  - NASA  Estados Unidos

### Tercera parte (febrero de 2009 - abril de 2009)
- Michael Fincke (2) Comandante -  NASA  Estados Unidos
- Salizhan Sharipov (3) Ingeniero de vuelo, Comandante de la Soyuz -  RSA  Rusia
- Koichi Wakata‡ (3) - Ingeniero de vuelo  - JAXA  Japón

*La Participación en la Expedición 18 es de contingencia en el lanzamiento de la misión STS-126.

*La Participación en la Expedición 18 es de contingencia en el lanzamiento de la misión STS-119.

(#) El número ente paréntesis indica el número de vuelos espaciales completados anteriores a esta misión e incluyendo esta.

## Tripulación de reserva
- Yuri Lonchakov - Comandante - RSA (de Sharipov)  Rusia
- Michael Barratt- Ingeniero de vuelo - NASA (de Fincke)  Estados Unidos
- Timothy Kopra - Ingeniero de vuelo - NASA (de Chamitoff)   Estados Unidos
- Soichi Noguchi - Ingeniero de vuelo - JAXA (de Wakata)  Japón